# Le Rythme de la jungle
Pour plus de détails, voir Fiche technique et Distribution.
Le Rythme de la jungle (Jungle Beat: The Movie) est un film d'animation mauricien-sud-africain réalisé par Brent Dawes et sorti en 2020.
Le film reprend les personnages de la série d'animation Jungle Beat (en).

## Synopsis
Raconte, à l'attention d'un public familial, une histoire charmante qui prend des proportions épiques. Un extraterrestre du nom de Fneep arrive dans la jungle et confère aux animaux la faculté de parler. Il est supposé s'atteler à conquérir la planète, mais tandis que Munki et Trunk, son ami l'éléphant, l'aident à retourner au vaisseau dans lequel il s'est crashé, Fneep découvre que la plus grande force dans l'univers, c'est l'amitié.

## Fiche technique
- Titre original : Jungle Beat: The Movie
- Titre français : Le Rythme de la jungle
- Réalisation : Brent Dawes
- Scénario : Brent Dawes et Sam Wilson
- Musique : Andries Smit
- Direction artistique : Lynton Levengood
- Montage : Clea Mallinson et Ryno Ritter
- Production : Jacqui Cunningham, Phil Cunningham, Tim Keller, Rita Mbanga et Joe Pistorius
  - Production déléguée : Stuart Baxter, Ralph Kamp, Fred Kritzinger et Sanet Kritzinger
  - Production exécutive : Edelgard Slabbert
- Sociétés de production : Sandcastle Studios et Sunrise Productions
- Société de distribution : Timeless Films
- Pays d'origine :  Maurice et  Afrique du Sud
- Langue originale : anglais
- Format : couleur
- Genre : animation, comédie
- Durée : 87 minutes
- Dates de sortie :
  - France : 15 juin 2020 (Festival international du film d'animation d'Annecy, en ligne) ; 26 juin 2020 (Netflix)

## Distribution

### Voix originales
- David Menkin (en) : Munki le vervet bleu (Ouistiti en VF) / Rocky le Rhinocéros blanc
- Ed Kear : Fneep, le Scaldronien
- Ina Marie Smith : Trunk l'éléphante (Trompe en VF)
- John Guerrasio (en) : Humph le hérisson (Humpf en VF)
- David Rintoul : Grogon le père de Fneep
- Gavin Peter : Tallbert le girafe réticulée qui parle Shona
- Lucy Montgomery (en) : la maman autruche / les œufs
- Florrie Wilkinson : le bébé autruche
- Adam Neill : Ribbert le grenouille
- Jason Pennycooke : le chef des gnous
- Robert G. Slade : le vieux gnou
- Emma Lungiswa De Wet : Ray, le luciole
- Claire Johnston : la femelle gnou
- Matthew Gair : d'autres gnous
- Toni Andrews : l'ordinateur
- Brent Dawes : Scaldronien faisant des câlins / gnou
- Sam Wilson : Pilote Scaldronien

### Voix françaises
Sauf indication contraire ou complémentaire, les informations mentionnées dans cette section proviennent du générique de fin de l'œuvre audiovisuelle présentée ici.
- Mike Barucq : Fneep
- Nathan Mouret : Ouistiti
- Naomi Azran : Trompe
- Daniel Lundh : Humpf
- Sébastien-Amram Goeta : Grogon
- Cyril Rajz : Rocky
- Théo Bereby : Chef gnou
- Audrey Nataf : Bébé autruche
- Elisabeth Kedem : Maman autruche
- Gilles Atlan : Tallbert
- Guy Etgar : Vieux gnou
- Emmanuelle Berne : Femelle gnou

## Accueil
Le film a été sélectionné au Festival international du film d'animation d'Annecy 2020 dans la compétition des longs métrages (sélection officielle). En raison de la pandémie de Covid-19, cette édition s'est faite « en ligne », mais sans diffusion publique de certains longs métrages. Ce film faisait partie de ceux disponibles en intégralité pour le public.

## Distinctions
- Festival international du film d'animation d'Annecy 2020 : sélection officielle